# Pyšma (řeka)
Pyšma (rusky Пышма) je řeka ve Sverdlovské a v Ťumeňské oblasti v Rusku. Je dlouhá 603 km. Povodí řeky má rozlohu 19 700 km².

## Průběh toku
Pramení na východních svazích Uralu. Teče po Zauralské rovině a po západním okraji Západosibiřské roviny. Ústí zprava do Tury (povodí Obu).

## Vodní režim
Zdrojem vody jsou převážně (ze 60 %) sněhové srážky. Průměrný roční průtok vody činí 34 m³/s, maximální přibližně 1 300 m³/s a minimální přibližně 2 m³/s. Zamrzá v první polovině listopadu a rozmrzá ve druhé polovině dubna. Nejvyšších vodních stavů dosahuje od dubna do května. V létě dochází k povodním, jež jsou způsobeny dešti.
Průměrné měsíční průtoky řeky ve stanici Bogadinskoje v letech 1936 až 1999:

## Využití
Využívá se k plavení dřeva a k zásobování vodou pro průmysl. Na řece byly vybudovány tři přehradní nádrže a leží na ní města Suchoj Log, Kamyšlov a Talica.